# Мис Фіолент (пам'ятка природи)
Мис Фіолент — комплексна пам'ятка природи місцевого значення, розташована в Бахчисарайському районі Автономної Республіки Крим. Створений відповідно до Постанови ВР АРК № 19/8-67 від 30 січня 1969 року.

## Загальні відомості
Пам'ятка природи розташована на землях, не наданих у власність або користування, площа 5,8982 га. Розташований у південно-східній частині Гераклейського півострова, біля мису Фіолент у межах Балаклавського району Севастополя. З 7 вересня 2023 року місцевість передана до Бахчисарайського району Автономної Республіки Крим.
До складу заказника входить приморська територія між урізу води і брівкою обриву з оригінальними формами рельєфу, де зростають ялівець високий, фісташка туполиста та інші цінні види рослин. На узбережжі — вузька переривчаста смуга бенча з окремими ділянками великих брил вапняків та вулканічних порід, невеликими гальковими пляжами.
Заказник межує з гідрологічним пам'яткою природи місцевого значення Прибережний аквальний комплекс біля мису Фіолент та ландшафтним заказником національного значення Мис Фіолент.
Пам'ятки природи створена з метою охорони та збереження в природному стані цінного приморського ландшафту з оригінальними формами рельєфу в зоні контакту стародавнього вулканічного масиву мису Фіолент і Чорного моря, а також охорона, збереження та відтворення генофонду рослинного і тваринного світу.